# Melanie Hamilton
Melanie Hamilton Wilkes es un personaje ficticio que apareció por primera vez en la novela Lo que el viento se llevó de Margaret Mitchell. En la película de 1939 está interpretada por Olivia de Havilland. Melanie es la cuñada y mejor amiga de Scarlett O'Hara.

## Biografía
Melanie y su hermano Charles están entre los últimos miembros ricos de la familia Hamilton. La familia siempre ha valorado la educación y han intentado proporcionar a sus miembros lo mejor. Como resultado, han obtenido una reputación para producir un razonable número de intelectuales y muchos abogados notables. Por varias generaciones se han casado con los miembros de la familia Wilkes. Desgraciadamente, esta práctica endogámica ha terminado dando lugar al progresivo nacimiento de niños enfermos.
Los padres de Melanie y Charles murieron cuando sus hijos todavía eran jóvenes. Gracias a sus devotos tíos y tía, los hermanos crecieron con una buena educación, pero ese entorno tan protector los ha hecho demasiado ingenuos.

### 1861
Empeñados en mantener la tradición familiar, en abril de  1861, Melanie se compromete con su primo lejano Ashley Wilkes. Melanie no es consciente de que Scarlett O'Hara pretendía casarse con Ashley. A Scarlett la noticia de la boda le impresiona. No obstante, está presente en la celebración del compromiso, junto con su familia y la mayoría otros dueños de la plantación del condado. Según su descripción, Melanie es una joven bastante pequeña y delicada con la altura y el peso de una niña. Su característica más notable es un par de ojos grandes y marrones. A Scarlett le parece bastante tímida y dulce, pero no particularmente guapa. Aun así, su forma de moverse es descrita como alegre allende sus años. A Scarlett le parece que está más interesada en hablar de libros que en coquetear con los hombres. Mientras la mayoría de las jóvenes presentes en la celebración buscan impresionar a los jóvenes con sus trajes, Melanie va mal vestida y se dedica a hablar de los trabajos de William Makepeace Thackeray y Charles Dickens.
Scarlett está segura de que Ashley la preferirá a ella antes que a Melanie. Buscándolo en privado, le confiesa su amor. Ashley admite que se siente atraído por ella, pero está determinado a casarse con Melanie. La razón declarada principal es que cree tener más en común con Melanie que con Scarlett. Scarlett se siente decepcionada y dolida, y en su confusión decide hacer daño a Ashley aceptando una propuesta de matrimonio del hermano de Melanie, Charles. Scarlett también considera que se está vengando de Melanie casándose con su hermano.
La boda tiene lugar dos semanas más tarde, el 30 de abril de 1861, pero Melanie se complace con el matrimonio al creer que Scarlett va a ser como una hermana para ella, por lo que le da la bienvenida a su familia. El 1 de mayo de 1861, Melanie se casa con Ashley. Entretanto la Guerra de Secesión está empezando y ahora Georgia es parte de los Estados Confederados de América. Charles tiene que dejarla dos semanas después de que hayan contraído matrimonio para alistarse. Una semana después, Ashley le sigue. En su ausencia, Melanie acepta la invitación de Tía Pittypat para quedarse con ella en Atlanta. Las fortunas de ambas mujeres están todavía bajo la administración del Tío Henry.
En Atlanta, Melanie recibe dos noticias importantes. Su hermano ha muerto menos de dos meses después de su alistamiento: primero contrajo el sarampión y se recuperó de él, pero entonces sucumbió a la neumonía. Su parte de la fortuna familiar es heredada por Scarlett, su viuda. A esa triste noticia la sigue la de que Scarlett está embarazada: el sobrino de Melanie nace en fin de año y es llamado Wade Hampton Hamilton.
En el curso del año, tanto Melanie como su tía envían a Scarlett varias invitaciones para que vaya con ellas. Melanie expresa interés en conocer a su cuñada mejor y más tarde en ver su sobrino. Por otro lado, Scarlett está pasando por un estado de depresión. Su madre está muy preocupada por ella y finalmente la convence de que acepte las invitaciones. Siguiendo una breve visita a sus parientes maternos en Charleston, Carolina del Sur, Scarlett y su hijo, acompañados por su sirvienta, Prissy, llegan a Atlanta durante los primeros meses de 1862. Es recibida por el Tío Peter, envejecido pero todavía dispuesto a cuidar de sus nuevas responsabilidades. La lleva a casa de su tía y de su cuñada.
Al principio la incomoda vivir bajo el mismo techo con la mujer de Ashley, pero poco a poco va recuperando su interés por la vida. Responsable de ello es el interés y el afecto que le muestra Melanie, quien está sirviendo como enfermera voluntaria en el hospital local. Pronto Scarlett no tarda en unirse a ella, y queda muy impresionada con la capacidad de Melanie para mantenerse firme y con una sonrisa en la cara ante la presencia de los heridos y su disposición para ayudarles y consolarlos. Incluso si algunos de los heridos más graves le provocan vomitar y palidecer, Melanie evita dejar que otros la descubran. Scarlett empieza a pensar que su cuñada es más valiente de lo que parece. Al mismo tiempo, Melanie mantiene correspondencia con Ashley, y Scarlett está todavía interesada en oír acerca de sus actividades.
Scarlett ha venido a Atlanta con la intención de quedarse un breve período de tiempo como invitada, pero termina convirtiéndose en una persona conocida en la sociedad de Atlanta y parece que se quedará durante más tiempo. Melanie parece contenta con la nueva situación cuando Scarlett demuestra ser mejor compañía que su anciana tía. La Atlanta del momento está, a lo que parece, mayoritariamente poblada por mujeres, por hombres demasiado viejos o demasiado jóvenes para combatir, y por heridos que vuelven del frente. Aun así, un número de hombres capaces de combatir sigue en la ciudad como parte de la milicia local. Melanie critica severamente su presencia en la ciudad, mientras son necesitadas más fuerzas en el frente. Scarlett pronto descubre que tras la apariencia de persona tímida y pasiva de Melanie se esconde una persona apasionada y decidida cuando se trata de defender sus ideas.

### 1862
En el verano de 1862, Melanie y Scarlett van acostumbrándose a la presencia de un hombre que conocieron durante la celebración del compromiso de Melanie: el capitán Rhett Butler, de aproximadamente 35 años. Nacido de una respetada familia de Charleston, Rhett fue desheredado por su padre cuando rechazó casarse luego de "comprometer" a una joven conocida suya, luego de se quedaron solos hasta muy de noche en un carruaje averiado, llegando a pie de noche a la casa de ella; su hermano lo desafió a un duelo para "lavar la ofensa" y Butler lo mató. Ha trabajado y ha hecho su propia fortuna en la fiebre del oro de California de 1849. También ha obtenido riqueza y éxito como comerciante, pero no tiene muy buena reputación. Él y su barco de navegación han traído suministros de contrabando del Reino Unido de Gran Bretaña e Irlanda, Francia e incluso del Puerto de Nueva York a la Confederación. Caracterizado por su cinismo, observa que eso le ha granjeado riquezas y la gratitud de la gente. Parece tener interés por las chicas jóvenes y pronto empieza a coquetear con Scarlett. Aunque esto proporciona una materia de chismes para la sociedad local, Melanie parece aprobarlo y defiende sus reputaciones verbalmente.

### 1863
A principios de 1863 Rhett se ha establecido como amigo de ambas mujeres y un visitante frecuente a su casa. A Melanie le parece un hombre que necesita una mujer que le consuele. Por otro lado, Scarlett comparte una gran parte de su cinismo hacia las personas y sus ideas. Ambas mujeres encuentran algunas de sus ideas perturbantes. En discusión con patriotas e idealistas, quiénes piensan que esto es una guerra justa, Rhett tiende a señalar que todas las guerras les parecen justas a los soldados que luchan, pero que los dirigentes y los oradores que les guían a la guerra tienden a colocarse detrás de las líneas y están más interesados en el beneficio monetario que en los ideales. Rhett también señala que aquellos ideales son poco más que una tapadera para la motivación financiera real detrás de las guerras. Rhett suele declarar que sus ideas le han generado un justo número de enemigos, pero Melanie y Scarlett no están entre ellos, aunque también tienden a cuestionar las motivaciones que hay detrás de la guerra.
Generalmente menos dada a juzgar que los otros miembros de su círculo social, Melanie se sorprende cuando se le acerca Belle Watling, una rica prostituta dueña de un burdel local. Belle se ha convertido en una figura conocida dentro de la sociedad local y es respetada por quienes frecuentan su burdel, pero en público normalmente se encuentra aislada. Pretendiendo contribuir con parte de sus ingresos semanales como caridad para el hospital local, Belle ha sido rechazada en numerosas ocasiones, ya que el dinero de tal fuente sería un insulto al heroísmo de sus soldados. En cambio, Melanie acepta la oferta. Melanie en privado le explica a Scarlett, quién por este momento se ha convertido en su más cercano confidente, que en el proceso arriesga su propia reputación, pero razona que el hospital necesita cualquier ayuda que pueda conseguir y que las intenciones de Belle son nobles en este caso.
Entretanto, Ashley ha ido sirviendo en el Ejército de Virginia Del norte y ha sido ascendido a mayor. Habiendo participado en varias batallas victoriosas, este ejército está adelantándose firmemente hacia los estados del norte bajo las órdenes del general Robert Edward Lee. El 1 de julio de 1863, el ejército entabla batalla con los Federales cerca del pueblo de Gettysburg, Pensilvania. La batalla de Gettysburg duró hasta que el 3 de julio finalizó con la derrota y la retirada de los Confederados. La noticia de la batalla llega temprano a Atlanta, pero el resultado y los destinos de muchos de los soldados quedan inciertos. Melanie y Scarlett tienen un interés personal en el destino de Ashley, al que tanto aman. Cuando las primeras listas de muertos llegan a Atlanta, ambas se sienten aliviadas al no encontrar a Ashley en ellas. Pero su alivio no tarda en ser seguido por el dolor cuando, no sorprendentemente, Melanie, Scarlett y cada residente de Atlanta encuentran a muchos de sus conocidos en las listas. También, varias adiciones a las listas siguen. La batalla ha sido la primera derrota importante de los Confederados.
El 20 de diciembre de 1863, Ashley regresa a casa. Le han dado una semana de permiso y es la primera vez que Melanie y Scarlett lo ven en casi dos años. El soldado está cansado, pero es recibido con la alegría y afecto de ambas mujeres. Antes de irse, Ashley explica a Scarlett sus preocupaciones sobre la salud actual de su mujer y cuál sería su destino si él cae en combate. Ashley pide a Scarlett que cuide de Melanie durante su ausencia. En un primer momento, Scarlett se sorprende, pero luego accede. Melanie no es consciente de lo que su marido y su cuñada sienten el uno por el otro y de la responsabilidad que Scarlett ha asumido para con ella.

### 1864 y más tarde
La corta visita de Ashley aparentemente ha bastado para que Melanie esté embarazada de tres meses por marzo de 1864. Melanie, que lleva tiempo queriendo ser madre y ha actuado como segunda madre de su sobrino Wade, está feliz ante la posibilidad de tener su propio hijo. Melanie anuncia la noticia a Scarlett nada más estar segura de ello, esperando que Scarlett la aconseje en su embarazo. Pero Scarlett reacciona con sorpresa, confusión e incluso enfado ante la noticia. Melanie es incapaz de entender las razones de esta reacción, pero teme que de alguna manera ha hecho daño a su amiga. Melanie tiene miedo también del informe del doctor que la examina porque, según su examen, el hueso coxal de Melanie parece ser demasiado estrecho para permitirle dar a luz. De todas formas, Melanie recibe un telegrama del superior de Ashley explicando que su marido ha sido declarado como desaparecido en acción en los últimos tres días. Melanie, entonces, cree que se ha quedado viuda.
Melanie y Scarlett se reconcilian y pasan las noches llorando la una en los brazos de la otra. Pero la noticia de la muerte de Ashley ha sido prematura. Otro informe comunica a las dos mujeres que los esfuerzos para recuperar su cuerpo han fallado y que probablemente ha sido capturado por el enemigo. Ansiosa sobre el destino incierto de su marido, Melanie permanece inquieta durante algún tiempo. Esto agota su salud y, por ello, Rhett le promete servirse de sus conexiones en Washington D. C. para descubrir si Wilkes ha sido capturado o no. A cambio, Rhett le hace prometer que descansará.
Un mes después, Rhett anuncia a Melanie y a Scarlett qué ha pasado con Ashley. Ha sido herido en combate, capturado y está en un campamento de prisioneros en Rock Island, Illinois. Las mujeres reciben la noticia con sentimientos encontrados. La reputación de Rock Island entre los Confederados no es mejor que la de Andersonville entre los Federales; sólo un cuarto de los prisioneros que aguantan allí han vuelto a casa. El resto fallece de viruela, neumonía y tifus, entre otras enfermedades.
El embarazo de Melanie sigue su curso pese a que su salud es frágil, y pasa la mayor parte del tercer trimestre de su embarazo reposando en la cama. Las tropas del general William Tecumseh Sherman empiezan a acercarse a Atlanta.  Debido a esto, Tía Pittypat y Tío Peter huyen a casa de sus parientes en Macon, Georgia, y Melanie queda al cuidado de Scarlett. Finalmente, Melanie da a luz con la ayuda de Scarlett y la sirvienta Prissy.
Después de que su hijo nace, Melanie y Scarlett hacen un difícil y peligroso viaje a la casa de Tara de Scarlett. Allí, Melanie, su bebé Beau, Scarlett y Wade viven con el padre y las dos hermanas de Scarlett y los pocos criados que siguen en la casa. Tienen que hacer frente a muchos trances penosos, viviendo siempre al borde de la inanición. Unos meses después, la guerra finalmente llega a su fin. Finalmente, Ashley regresa a Tara y Melanie se siente muy feliz.
Scarlett no tarda en volver a casarse, esta vez con el interés amoroso de su hermana, Frank Kennedy, y los esposos se van a vivir a Atlanta. Los Wilkes se mudan allí con su hijo después de que Melanie persuada a Ashley para ayudarla con su negocio de la madera.
Melanie se convierte en un pilar social de Atlanta, debido a su caridad y bondad. Cuando comienzan los rumores sobre la relación de Scarlett y Ashley, Melanie decide no dar crédito a las insinuaciones y apoya a Scarlett.
Melanie y Rhett siguen manteniendo una buena relación, incluso si su matrimonio con Scarlett no va bien. Rhett considera que Melanie es una de las pocas señoras de verdad que ha conocido. Después de que Scarlett se caiga de las escaleras y sufra un aborto espontáneo, Melanie consuela a un Rhett muy borracho que llora en su regazo, lamentándose de que su mujer nunca le ha querido. Está a punto de revelarle que Scarlett hace mucho tiempo estuvo enamorada de Ashley, pero finalmente no lo hace. Posteriormente, deja a un lado sus sentimientos hacia Scarlett y centra sus atenciones en su hija Bonnie, quien más tarde muere en un accidente de equitación. Melanie es la única que logra convencer a Rhett de que les deje enterrar a Bonnie después de su muerte.
Melanie vuelve a quedar embarazada pese a que el Dr. Meade le advirtió específicamente en contra de ello. Sufre un aborto espontáneo que la deja muy débil y llama a Scarlett, le dice cuánto la quiere, le pide que cuide de Beau y de Ashley, y finalmente muere. La muerte de Melanie sirve como catalizador para la fase final del crecimiento de carácter de Scarlett en el libro. Scarlett llora la muerte de Melanie, y desinteresadamente da gracias a Dios por no haber dejado que Melanie se enterase de lo suyo con Ashley.
- Datos: Q3304898